# انتشارات نگاه
مؤسسهٔ انتشارات نگاه یا نشر نگاه یک ناشر کتاب ایرانی و از ناشران عمومی با مدیریت علیرضا رئیس دانایی است که فعالیت خود را در سال ۱۳۵۲ با محوریت فرهنگ، هنر و ادبیات آغاز کرد.

## حوزه فعالیت
مؤسسهٔ انتشارات نگاه از سال ۱۳۵۲ کار خود را به عنوان ناشر مستقل در زمینهٔ ادبیات علوم انسانی آغاز کرد.
نگاه طی چهاردهه میلیون‌ها بار در سطر سطر کتاب‌هایش پیش چشم مخاطبین خویش تکثیر شد و تنوع بخشی به آثار تولید شده و سخت‌گیری در انتخاب‌ها را بر اساس خواست مخاطب سرلوحه کار خویش قرارداده است. شعر، ترانه، داستان، رمان، نقد و نظریه، تاریخ، هنر، زندگی‌نامه‌های بزرگان و مفاخر ادبی، معرفی شاعران و نویسندگان مطرح جهان از طریق ترجمه‌های ماندگار، فیلمنامه و نمایشنامه، فلسفه و روانشناسی را دستمایه اصلی کارخود قرار داده و ویترینی ساخته به وسعت ایران بزرگ تا هرنوع سلیقهٔ را تأمین نماید.
این مؤسسه ناشر تخصصی آثار بزرگانی چون: احمد شاملو، سیمین بهبهانی، مرتضی راوندی، نیما یوشیج، شهریار، حسین منزوی، عماد خراسانی، یدالله رؤیایی، نصرت رحمانی، بزرگ علوی، محمد علی افغانی، رضا براهنی، غلامحسین ساعدی و بسیاری دیگر از شاعران و نویسندگان معاصر بوده‌است. نگاه صدها کتاب از ناموران و نوآمدگان عرصه فرهنگ و ادبیات چاپ و منتشر کرده‌است و همچنان این راه پر فراز و نشیب را در صنعت نشر می‌پیماید. مؤسسهٔ انتشارات نگاه از سال ۱۳۹۱ به نگاه تازه و نوآوری در حوزه شعر و داستان نیز اهمیت ویژه ای داده و در این زمینه استعدادهای نوظهوری را به جامعه ادبی معرفی کرده‌است.

## کتاب‌ها و نویسندگان
این انتشارات تا کنون بیش از ۱۰۰۰ عنوان کتاب چاپ کرده‌است و از نویسندگانی که کتاب‌های آنان در این انتشارات چاپ شده‌است می‌توان به بهرام بیضایی، احمد شاملو، سهراب سپهری، سیمین بهبهانی و سید علی صالحی و شمس لنگرودی و محمود دولت‌آبادی ، محسن شریفیان و … اشاره کرد. پرفروش‌ترین کتاب این انتشارات، شازده کوچولو، اثر آنتوان دو سنت‌اگزوپری با ترجمهٔ احمد شاملو است که برای سی و هفتمین بار در قطع‌های متفاوت در این انتشارات تجدید چاپ شده‌است.